# Marciena
Mārciena est un pagasts de Lettonie.